# Патюты
Патю́ты (укр. Патюти) — село в Козелецком районе Черниговской области Украины. Население 657 человек. Занимает площадь 2,02 км².
Код КОАТУУ: 7422087701. Почтовый индекс: 17051. Телефонный код: +380 4646.

## Власть
Орган местного самоуправления — Патютынский сельский совет. Почтовый адрес: 17051, Черниговская обл., Козелецкий р-н, с. Патюты, ул. Мартыненко, 29.